# A Festa (turnê)
A Festa (estilizada em maiúsculo) seria a décima sétima turnê da cantora brasileira Ivete Sangalo, com previsão para início em 1° de junho de 2024, 
em Manaus e encerramento em abril de 2025, no Rio de Janeiro. A turnê celebraria os 30 anos de carreira da artista em 30 apresentações pelo Brasil.
Em 15 de maio de 2024, Sangalo anunciou através de suas redes sociais
o cancelamento da turnê.

## Antecedentes
Em 20 de dezembro de 2023, Ivete Sangalo realizou um show intitulado "Esquenta Ivete 3.0" no Estádio do Maracanã, no Rio de Janeiro, como forma de divulgação da turnê. O show foi transmitido ao vivo pelo canal Multishow e pelo Globoplay e contou com mais de duas horas de duração e a intérprete cantou seus maiores sucessos para mais de 65 mil pessoas. A cantora, inclusive, é a única artista a lotar dois shows na história do estádio.

## Desenvolvimento
A turnê foi anunciada em 5 de fevereiro de 2024. A abertura das vendas aconteceu no dia seguinte, em 6 de fevereiro.

## Repertório
Devido ao cancelamento da turnê, não foi informado qual seria o repertório oficial dos shows, porém, segundo Ivete, algumas das músicas apresentadas no show "Esquenta Ivete 3.0" serviam de prévia para o repertório oficial da turnê.
Seguindo essa informação, pode-se afirmar que canções como "Me Abraça", "De Ladinho", "Ruas e Rios", "Flores", "Empurra Empurra", "A Lua Q Eu Te Dei", "Leva Eu" e "Carro Velho" estavam confirmadas na setlist do show. Os covers de "Faraó, Divindade do Egito", "Prefixo de Verão" e "Baianidade Nagô" também estavam presentes no show.

## Datas
| Brasil                 |                       |                     |                                   |
| Região Norte           |                       |                     |                                   |
| 1 de junho de 2024     | Manaus                | Amazonas            | Arena da Amazônia                 |
| 29 de junho de 2024    | Belém                 | Pará                | Estádio Mangueirão                |
| 6 de julho de 2024     | Palmas                | Tocantins           | Estádio Nilton Santos             |
| Região Centro-Oeste    |                       |                     |                                   |
| 13 de julho de 2024    | Brasília              | Distrito Federal    | Arena BRB Mané Garrincha          |
| 20 de julho de 2024    | Goiânia               | Goiás               | Estádio Serra Dourada             |
| Região Nordeste        |                       |                     |                                   |
| 27 de julho de 2024    | Barreiras             | Bahia               | Estádio Municipal Geraldão        |
| 3 de agosto de 2024    | Aracaju               | Sergipe             | Arena Batistão                    |
| 10 de agosto de 2024   | Maceió                | Alagoas             | Estádio Rei Pelé                  |
| 17 de agosto de 2024   | João Pessoa           | Paraíba             | Estádio Almeidão                  |
| 24 de agosto de 2024   | Recife                | Pernambuco          | Arena de Pernambuco               |
| 31 de agosto de 2024   | Natal                 | Rio Grande do Norte | Arena das Dunas                   |
| 7 de setembro de 2024  | São Luís              | Maranhão            | Estádio Castelão                  |
| 14 de setembro de 2024 | Teresina              | Piauí               | Estádio Albertão                  |
| 21 de setembro de 2024 | Juazeiro do Norte     | Ceará               | Arena Romeirão                    |
| Região Sudeste         |                       |                     |                                   |
| 28 de setembro de 2024 | Vitória               | Espírito Santo      | Estádio Kleber Andrade            |
| Região Nordeste        |                       |                     |                                   |
| 12 de outubro de 2024  | Salvador              | Bahia               | Casa de Apostas Arena Fonte Nova  |
| Região Sudeste         |                       |                     |                                   |
| 19 de outubro de 2024  | Juiz de Fora          | Minas Gerais        | Estádio Municipal de Juiz de Fora |
| 26 de outubro de 2024  | Presidente Prudente   | São Paulo           | Estádio Prudentão                 |
| 2 de novembro de 2024  | São José do Rio Preto | São Paulo           | Estádio Teixeirão                 |
| Região Sul             |                       |                     |                                   |
| 9 de novembro de 2024  | Londrina              | Paraná              | Estádio do Café                   |
| 16 de novembro de 2024 | Porto Alegre          | Rio Grande do Sul   | Estádio Beira-Rio                 |
| 23 de novembro de 2024 | Curitiba              | Paraná              | Estádio Vila Capanema             |
| Região Sudeste         |                       |                     |                                   |
| 30 de novembro de 2024 | Jundiaí               | São Paulo           | Estádio Jayme Cintra              |
| 7 de dezembro de 2024  | Ribeirão Preto        | São Paulo           | Arena Nicnet                      |
| 14 de dezembro de 2024 | Belo Horizonte        | Minas Gerais        | Arena MRV                         |
| 21 de dezembro de 2024 | São Paulo             | São Paulo           | Allianz Parque                    |
| Região Sul             |                       |                     |                                   |
| 1 de fevereiro de 2025 | Florianópolis         | Santa Catarina      | Estádio Orlando Scarpelli         |
| Região Nordeste        |                       |                     |                                   |
| 29 de março de 2025    | Fortaleza             | Ceará               | Arena Castelão                    |
| 5 de abril de 2025     | Juazeiro              | Bahia               | Estádio Adauto Moraes             |
| Região Sudeste         |                       |                     |                                   |
| 12 de abril de 2025    | Rio de Janeiro        | Rio de Janeiro      | Estádio Olímpico Nilton Santos    |